# Burgteich Konradsburg
Der Burgteich Konradsburg ist ein kleiner, unterhalb der Konradsburg gelegener Teich im Unterharz.

## Beschreibung
Der bisher eher in nördliche Richtung fließende Bach Liethe wendet sich im Wohnplatz Burggrund nach Osten und durchfließt den Burgteich Konradsburg.
Der 64 Ar kleine Teich ist der letzte verbliebene Teii einer größeren Teichanlage des hiesigen Klosters und liegt eingebettet in den Park am Burggrund. Hatte der Teich ursprünglich drei Quellen, speist nun nur noch die Liethe als Rinnsal den Teich. Der Burgteich wird durch den Angelverein ACV Ermsleben im DAV bewirtschaftet und wurde mit Karpfen, Giebel, Schleie, Rotauge, Rotfeder und Weißfisch besetzt. Dabei werden große Teile des Wasser der Liethe um den Burgteich herum geleitet.
Das Laub der bis dicht an den Gewässerrand stehenden Bäume des Parks fällt in das Gewässer und lässt durch Vermoderung die Schlammschicht immer weiter wachsen, was zusätzlich zum geringen Zufluss den Sauerstoffgehalt des Teichs sinken lässt. Mangelnde Unterhaltung und eine an der Finanzierung scheiternde Sanierung lassen den Teich immer wieder umkippen.
Der Bach wechselt beim Verlassen des Klosterteichs den Namen von Liethe auf Selle.